# Roberto Abdenur
Roberto Pinto Ferreira Mameri Abdenur GCMM • GOIH (Rio de Janeiro, 5 de maio de 1942) é um diplomata brasileiro.
Entre 2004 a 2006, atendeu a sua última missão na Embaixada do Brasil em Washington, D.C., depois de ser embaixador na Embaixada do Brasil em Quito no Equador, na Embaixada do Brasil em Pequim da China, na Embaixada do Brasil em Berlim na Alemanha e também na Embaixada do Brasil em Viena da Áustria. 
Em 1963, ele iniciou carreira diplomática.
Em 1981, Abdenur foi agraciado com o grau de Grande-Oficial da Ordem do Infante D. Henrique de Portugal. Em março de 2006, foi condecorado pelo vice-presidente José Alencar com a maior honraria da Ordem do Mérito Militar, o grau de Grã-Cruz especial.
Aposentou-se após divergências com o Governo Lula.
Casou-se com Maria Isabel Erthal Abdenur, com quem teve três filhos.

## Postos de embaixador
- 1985 até 1988: Embaixada do Brasil em Quito no Equador
- 1989 até 1992: Embaixada do Brasil em Pequim da China
- 1995 até 2002: Embaixada do Brasil em Berlim na Alemanha
- 2002 até abril de 2004: Embaixada do Brasil em Viena da Áustria
- 2004 até 2006: Embaixada do Brasil em Washington, D.C.